# Риос, Андрес
Андре́с Лоре́нсо Ри́ос (исп. Andrés Lorenzo Ríos; 1 августа 1989, Буэнос-Айрес, Аргентина) — аргентинский футболист, нападающий клуба «Дефенса и Хустисия».

## Биография
Воспитанник школы «Ривер Плейта». Впервые он надел белую футболку с красной полосой 4 марта 2007 года в матче против «Эстудиантеса», который был проигран со счетом (2:1). В 2010 году Андреса на год отдали в аренду в краковскую «Вислу», в составе которой он стал чемпионом Польши.
В 2017—2018 годах выступал за бразильский «Васко да Гама». В 2019 году играл за «Расинг» из Авельянеды.
30 июля 2019 года Риос перешёл в клуб MLS «Сан-Хосе Эртквейкс». В главной лиге США дебютировал 17 августа 2019 года в матче против «Спортинга Канзас-Сити», выйдя на замену вместо Жудсона на 68-й минуте. 24 августа 2019 года в матче против «Ванкувер Уайткэпс» забил свой первый гол в MLS. По окончании сезона 2021 «Сан-Хосе Эртквейкс» не стал продлевать контракт с Риосом.
21 января 2022 года Риос присоединился к клубу аргентинской Примеры «Альдосиви», подписав контракт до декабря 2023 года.

## Достижения
- Ривер Плейт
  - Клаусура Аргентины: 2008
  - Примера B Насьональ: 2011/12
- Висла (Краков)
  - Экстракласса: 2010/11